# Halle Open 2023 - Qualificazioni singolare
Le qualificazioni del singolare maschile dell'Halle Open 2023 sono state un torneo di tennis preliminare per accedere alla fase finale della manifestazione. I vincitori dell'ultimo turno entreranno di diritto nel tabellone principale. In caso di ritiro di uno o più giocatori aventi diritto a questi subentreranno i lucky loser, ossia i giocatori che perderanno nell'ultimo turno ma che avevano una classifica più alta rispetto agli altri partecipanti che comunque perderanno nel turno finale.

## Teste di serie
1. Aslan Karacev (ultimo turno, lucky loser)
2. Zhang Zhizhen (primo turno)
3. Marcos Giron (qualificato)
4. Daniel Altmaier (ultimo turno, ritirato)

1. Max Purcell (ritirato)
2. Luca Van Assche (primo turno)
3. Christopher Eubanks (qualificato)
4. Benjamin Bonzi (primo turno)

## Qualificati
1. Roman Safiullin
2. Louis Wessels

1. Marcos Giron
2. Christopher Eubanks

### Lucky loser
1. Aslan Karacev

1. Andrea Vavassori

## Tabellone

### Legenda
| - Q = Qualificato - WC = Wild card - LL = Lucky loser | - ALT = Alternate - SE = Special Exempt - PR = Protected Ranking | - w/o = Walkover - r = Ritirato - d = Squalificato |

### Sezione 1
|  | Primo turno | Primo turno         | Primo turno     | Primo turno | Primo turno |  |  | Ultimo turno | Ultimo turno    | Ultimo turno    | Ultimo turno | Ultimo turno |  |
|  |             |                     |                 |             |             |  |  |              |                 |                 |              |              |  |
|  | 1           | Aslan Karacev       | 4               | 6           | 7           |  |  |              |                 |                 |              |              |  |
|  | WC          | Maximilian Marterer | 6               | 3           | 5           |  |  | 1            | Aslan Karacev   | Aslan Karacev   | 64           | 3            |  |
|  |             | Roman Safiullin     | Roman Safiullin | 6           | 7           |  |  |              | Roman Safiullin | Roman Safiullin | 7            | 6            |  |
|  | 8           | Benjamin Bonzi      | Benjamin Bonzi  | 0           | 5           |  |  |              |                 |                 |              |              |  |

### Sezione 2
|  | Primo turno | Primo turno     | Primo turno     | Primo turno | Primo turno |  |  | Ultimo turno | Ultimo turno  | Ultimo turno | Ultimo turno | Ultimo turno |  |
|  |             |                 |                 |             |             |  |  |              |               |              |              |              |  |
|  | 2           | Zhang Zhizhen   | Zhang Zhizhen   | 4           | 2           |  |  |              |               |              |              |              |  |
|  | WC          | Louis Wessels   | Louis Wessels   | 6           | 6           |  |  | WC           | Louis Wessels | 6            | 3            | 6            |  |
|  | WC          | Henri Squire    | Henri Squire    | 6           | 6           |  |  | WC           | Henri Squire  | 3            | 6            | 3            |  |
|  | 6           | Luca Van Assche | Luca Van Assche | 2           | 2           |  |  |              |               |              |              |              |  |

### Sezione 3
|  | Primo turno | Primo turno      | Primo turno      | Primo turno | Primo turno |  |  | Ultimo turno | Ultimo turno     | Ultimo turno | Ultimo turno | Ultimo turno |  |
|  |             |                  |                  |             |             |  |  |              |                  |              |              |              |  |
|  | 3           | Marcos Giron     | Marcos Giron     | 6           | 6           |  |  |              |                  |              |              |              |  |
|  | Alt         | Pavel Kotov      | Pavel Kotov      | 4           | 4           |  |  | 3            | Marcos Giron     | 7            | 1            | 6            |  |
|  |             | Radu Albot       | Radu Albot       | 4           | 4           |  |  | Alt          | Andrea Vavassori | 62           | 6            | 1            |  |
|  | Alt         | Andrea Vavassori | Andrea Vavassori | 6           | 6           |  |  |              |                  |              |              |              |  |

### Sezione 4
|  | Primo turno | Primo turno         | Primo turno     | Primo turno | Primo turno |  |  | Ultimo turno | Ultimo turno        | Ultimo turno | Ultimo turno | Ultimo turno |  |
|  |             |                     |                 |             |             |  |  |              |                     |              |              |              |  |
|  | 4           | Daniel Altmaier     | Daniel Altmaier | 7           | 6           |  |  |              |                     |              |              |              |  |
|  |             | Borna Gojo          | Borna Gojo      | 65          | 3           |  |  | 4            | Daniel Altmaier     | 3            | 3            | r            |  |
|  |             | Hugo Gaston         | 7               | 64          | 3           |  |  | 7            | Christopher Eubanks | 6            | 2            |              |  |
|  | 7           | Christopher Eubanks | 64              | 7           | 6           |  |  |              |                     |              |              |              |  |